# Friedrich Richard Faltin
Friedrich Richard Faltin (ur. 5 stycznia 1835 w Gdańsku, zm. 1 czerwca 1918 w Helsinkach) – fiński kompozytor i dyrygent pochodzenia niemieckiego.

## Życiorys
Studiował w Gdańsku u Friedricha Wilhelma Markulla, a następnie w Dessau u Friedricha Schneidera. W 1855 roku uzyskał dyplom konserwatorium w Lipsku, gdzie był uczniem Ignaza Moschelesa (fortepian), Ferdinanda Davida (skrzypce) i Moritza Hauptmanna (kompozycja). W 1856 roku wyjechał do Finlandii, gdzie został nauczycielem muzyki w szkole niemieckiej w Wyborgu, założył też towarzystwo śpiewacze i orkiestrowe. W 1869 roku osiadł w Helsinkach, gdzie otrzymał posadę dyrygenta teatru szwedzkiego, a od 1870 roku był organistą w kościele św. Mikołaja oraz dyrygentem orkiestry uniwersyteckiej. Od 1873 do 1879 roku był kapelmistrzem fińskiej opery. W 1882 roku został wykładowcą gry na organach w Instytucie Muzycznym w Helsinkach.
Komponował utwory orkiestrowe, kantaty, pieśni chóralne i solowe, wydał także zbiory fińskich pieśni ludowych.